# Колуччи, Леонардо
Леонардо Колуччи (итал. Leonardo Colucci; род. 29 декабря 1972, Чериньола, Апулия) — итальянский футболист, полузащитник. После завершения игровой карьеры стал тренером.

## Игровая карьера
Свою карьеру Леонардо начал в команде из своего родного города «Чериньола», игравшей в тот период в региональной любительской лиге. В сезоне 1993/94 он подписал контракт с командой «Сиракуза», выступавшей в Серии С1. Его успешные выступления за клуб привлекли к нему внимание со стороны руководства клуба Серии А «Лацио», куда он перешел в середине сезона 1994/95. За команду он сыграл только два матча, забив лишь один мяч, в итоге оказавшийся победным в последнем матче сезона против «Брешии».
В сезоне 1995/96 Колуччи перешел в «Реджану», выступавшую в Серии В. Спортсмен принял участие в 35 матчах чемпионата из 38. В следующем сезоне Колуччи стал игроком «Вероны», игравшей в Серии А.
После того, как клуб вылетел из элиты в 1997 году, он остался в коллективе и вместе с командой стал чемпионом Серии В в 1999 году, а также помог клубу вернуться в Серию А. Полузащитник отыграл в коллективе ещё три сезона, покинув команду в 2002 году после её очередного вылета.
В июле того же года Леонардо перешел в «Болонью», в составе которой сыграл 85 встреч вплоть до 2006 года, а затем подписал контракт с «Кальяри». В стане сардинцев Колуччи провел 26 игр и отметился одним голом, в 2007 году уйдя из команды. В дальнейшем он выступал в «Кремонезе» и «Модене», а в 2011 году объявил о завершении игровой карьеры.

## Тренерская карьера
Тренерская карьера Колуччи началась в 2011 году, когда он занял должность ассистента наставника «Чезены». В 2013 году Колуччи возглавил молодёжный состав «Болоньи», где работал до 2016 года. В 2016 году он был назначен на должность главного тренера «Реджаны», а затем в 2017 году перешел на работу в «Порденоне», а в 2018 году стал тренером «Вис Пезаро», где трудился до 2019 года.
В 2020 году Колуччи был назначен на пост наставника «Равенны».
В 2021 году о подписании трудового соглашения со специалистом объявил клуб Серии С «Пичерно». 14 мая 2022 года руководство команды сообщило об отказе продлевать контракт с тренером.
В июне 2022 года Колуччи стал новым главным тренером клуба Серии С «Юве Стабия». 27 января 2023 года наставник подал в отставку по личным причинам.
3 октября 2023 года Колуччи был объявлен новым главным тренером клуба Серии C «СПАЛ» после увольнения Доменико Ди Карло, подписав с командой контракт до конца сезона.